# Wisdom and Good Vibes
Albums de Dizzy Wright
The Growing Process
(2015) The 702 EP
(2016)
Singles
1. Plotting
Sortie : 25 janvier 2016
2. Work a Lil Harder
Sortie : 1er février 2016

Wisdom and Good Vibes est un EP du rappeur américain Dizzy Wright, sorti le 5 février 2016.

## Liste des pistes
| No | Titre                         | Producteur(s)        | Durée |
| -- | ----------------------------- | -------------------- | ----- |
| 1. | Wisdom and Good Vibes (Intro) | MLB                  | 0:50  |
| 2. | I Got a Lot of Love to Give   | MLB, FreezeOnTheBeat | 4:05  |
| 3. | Plotting                      | MLB, FreezeOnTheBeat | 3:48  |
| 4. | Work a Lil Harder             | Alex Lustig          | 3:31  |
| 5. | I Wanted Mo                   | Sdot Fire            | 5:01  |
| 6. | Zoovie                        | FreezeOnTheBeat      | 3:38  |
| 7. | Let Me Live                   | MLB, FreezeOnTheBeat | 3:30  |
| 8. | Deal Wit                      | Alex Lustig, MLB     | 3:29  |